# Bucephala
Bucephala er en slægt af fugle i familien af egentlige andefugle med tre arter, der er udbredt i Nordamerika og Eurasien. 

## Arter
De tre arter i slægten:
- Bøffeland (Bucephala albeola)
- Hvinand (Bucephala clangula)
- Islandsk hvinand (Bucephala islandica)